# دهستان گاودول شرقی
دهستان گاودول شرقی به مرکزیت روستای ایده لوی بزرگ یکی از دهستان‌های استان آذربایجان شرقی است که در  بخش آق منار  شهرستان ملکان واقع شده‌است.